# 公之鱼
公之鱼（?—?），春秋后期鲁国大夫。
前492年，季桓子去世，季康子继位。办完丧事后，季康子想召回孔子。公之鱼说：“我们先君从前曾任用孔子，没能有始有终，为诸侯所耻笑。现在你再任用孔子，如果也不能有始有终，会再次被诸侯耻笑。”季康子问：“那召谁回来才好？”公之鱼说：“一定要召回冉求。”于是季康子就派人召回了冉求。。